# Herman Gerard Jansen

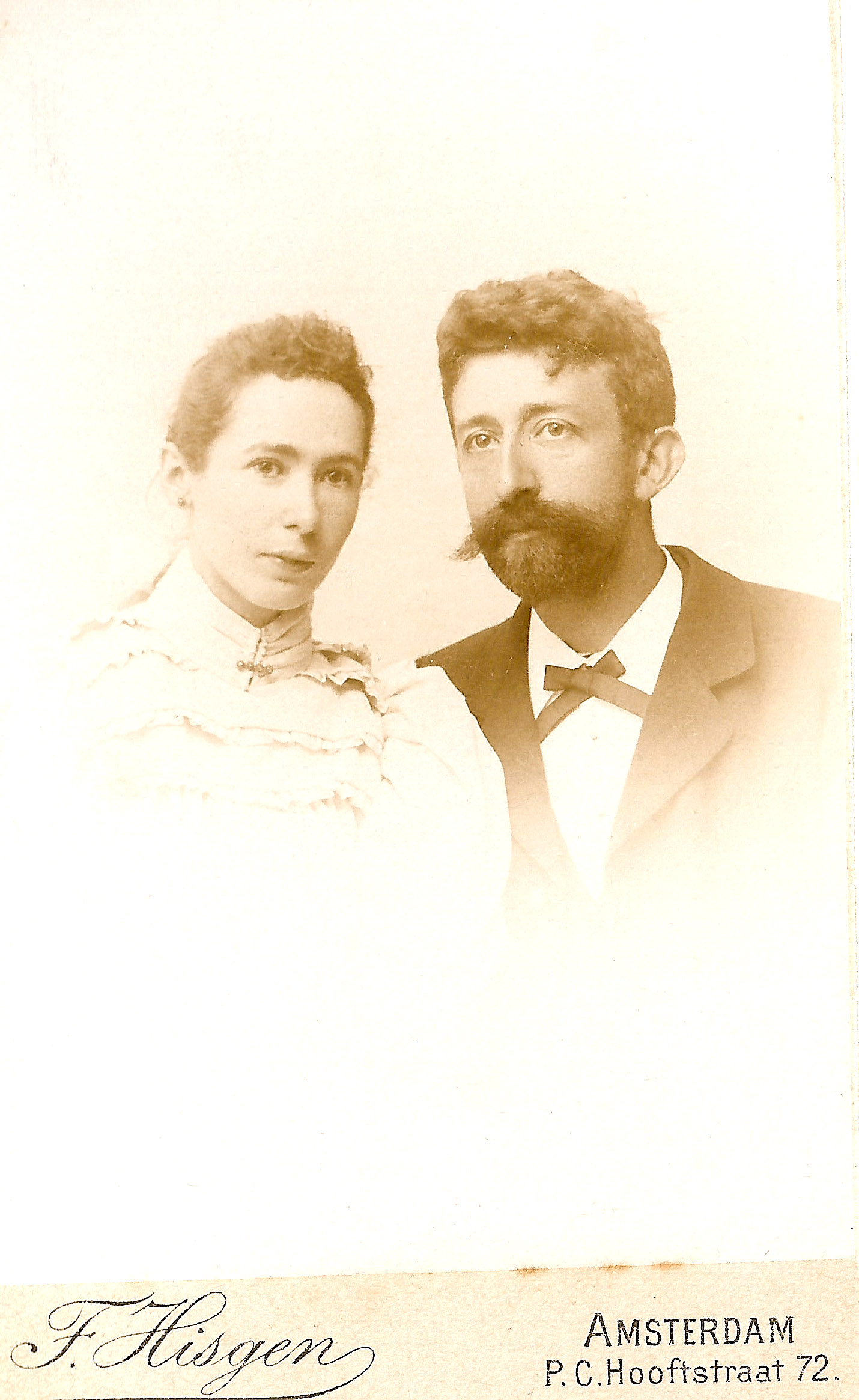
Herman Gerard Jansen en Maria Elisabeth van Hengel

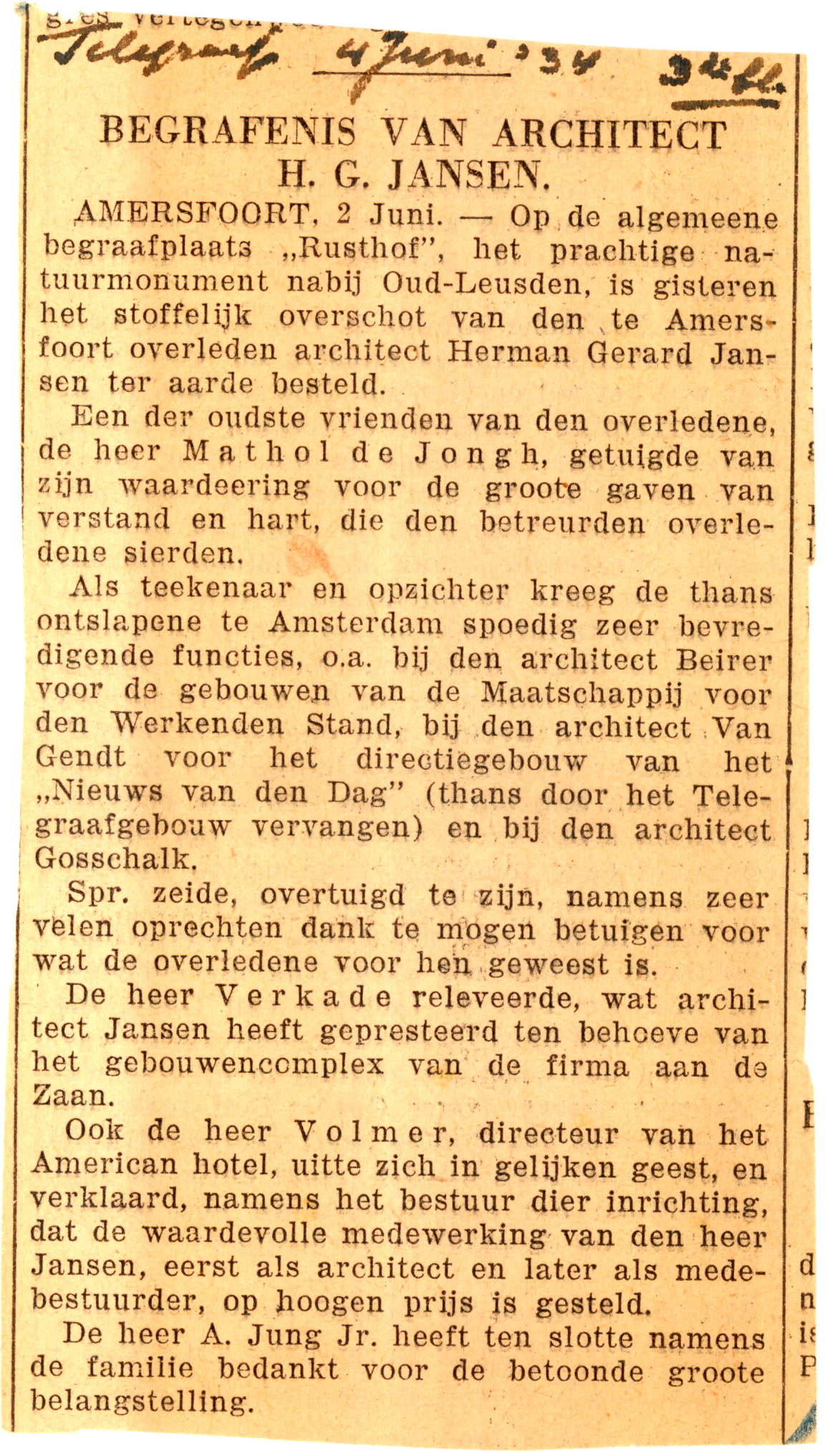
Krantenartikel 4 Juni 1934 - Begrafenis H.G. Jansen

Herman Gerard Jansen (Rotterdam, 14 mei 1859 – Amersfoort, 28 mei 1934) was een Nederlands architect.

## Leven en werk
Hij was zoon van Gerard Jansen (1824-1897) en Janna Doeleman (1830-1877). Tijdens zijn jeugd ging het zijn geboortestad Rotterdam economisch voor de wind. Zijn vader hoopte dan ook dat hij 'in den handel' zou gaan. Jansen gaf echter de voorkeur aan de bouw, in het bijzonder het vak van timmerman, en dus ging hij eerst naar de Ambachtsschool en daarna naar de Rotterdamse academie. Jansen was een ijverig student. Bij de diploma-uitreiking ontving hij een zilveren medaille.

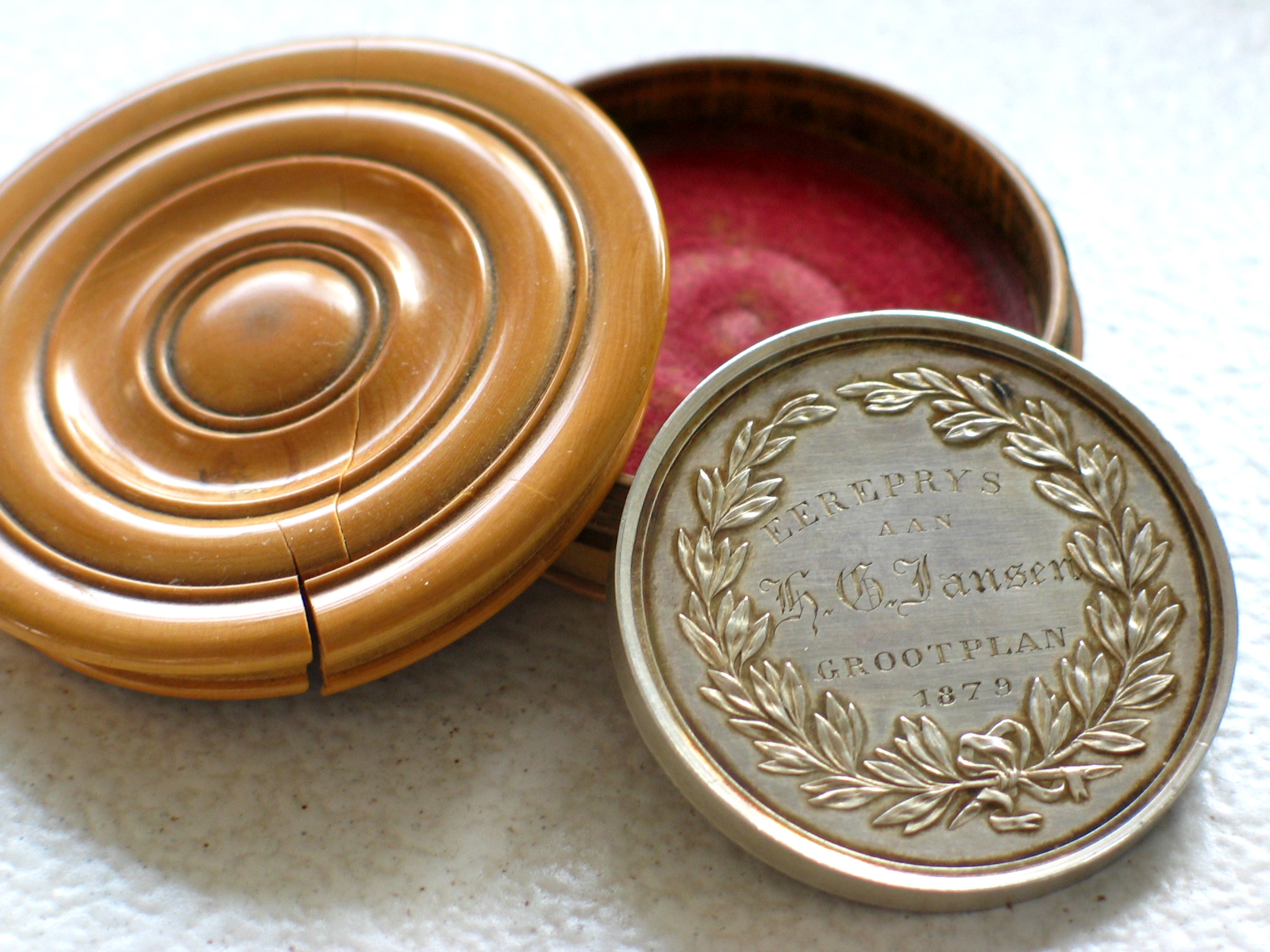
Medaille en origineel doosje.
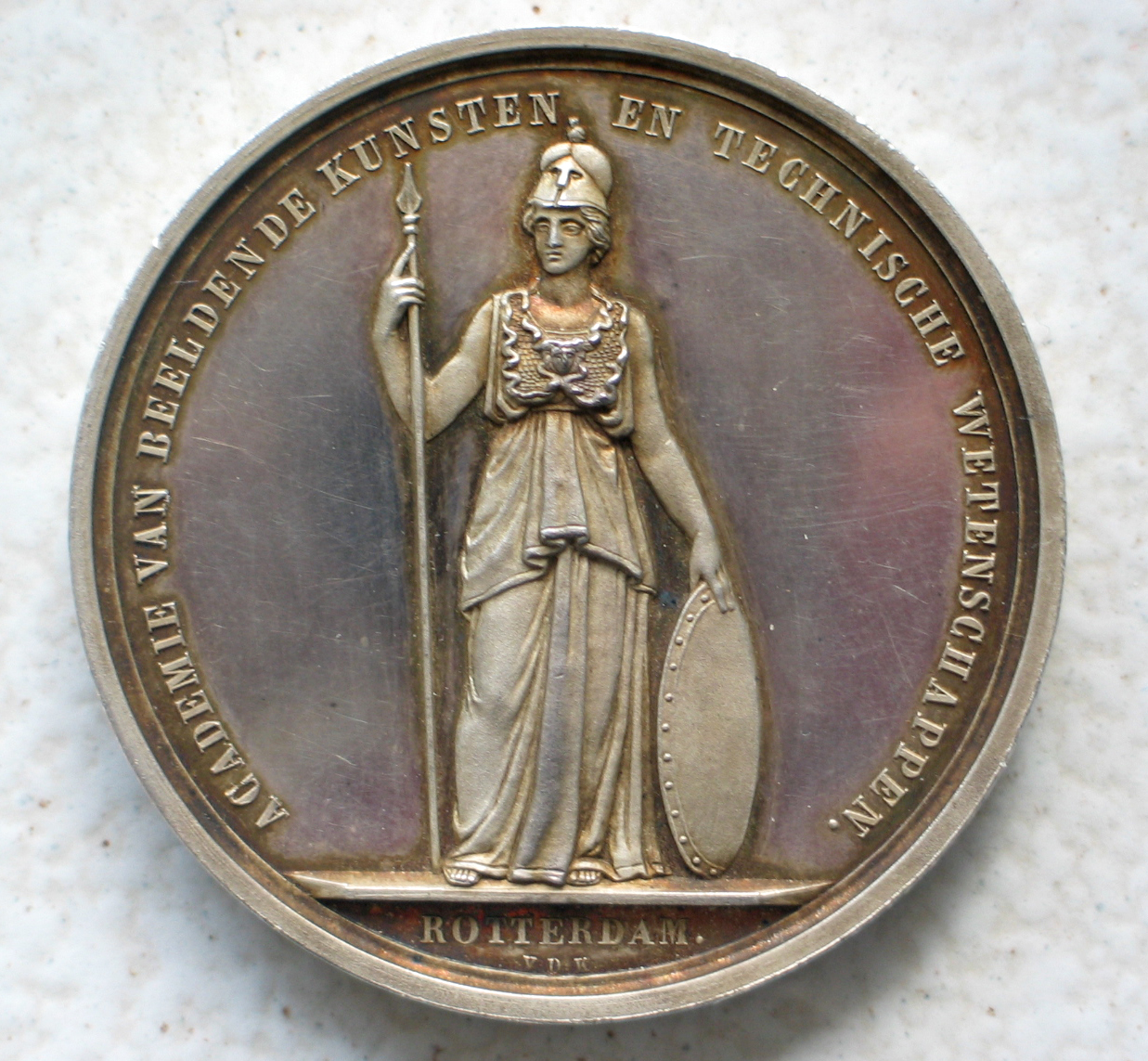
Voorkant Medaille.
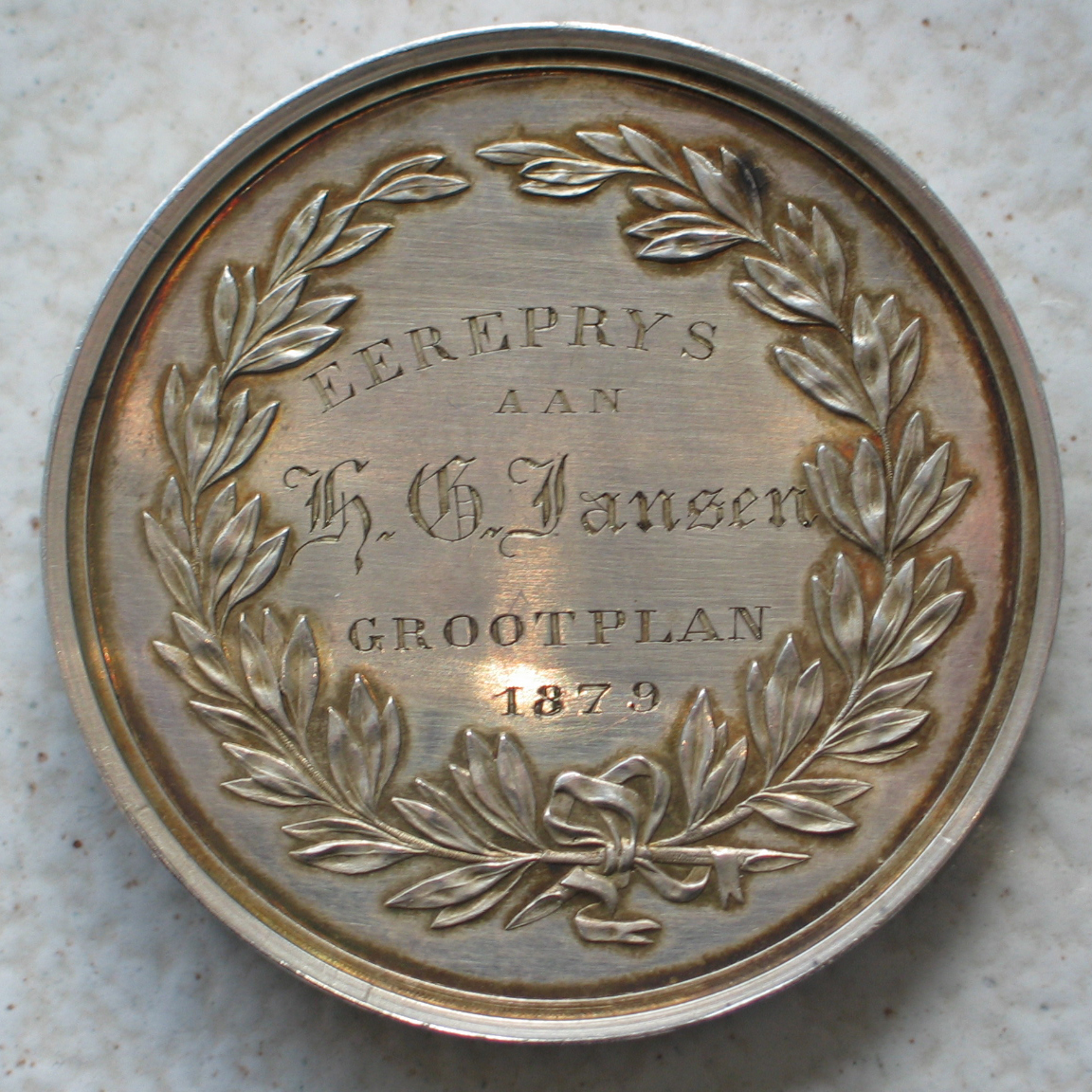
Achterkant Medaille met gravering.

### Amsterdam
Na zijn studie verhuisde hij naar Amsterdam, waar hij aanvankelijk werkzaam was als tekenaar en opzichter, onder meer bij Beirer voor het gebouw van de Maatschappij voor de werkende stand en bij Van Gendt voor het gebouw van het Nieuws van den Dag. In Amsterdam werd hij opgenomen in de kring van het architectuurgenootschap Architectura et Amicitia, waarvan hij van 1893 tot 1895 voorzitter was. Na verloop van tijd vestigde hij zich als zelfstandig architect en kreeg een aantal belangrijke opdrachten, zoals van de firma Verkade in Zaandam, de Amsterdamsche Rijtuigmaatschappij en de Incassobank.

### American Hotel
Jansen voerde verschillende verbouwingen van het oude American Hotel uit voor 1900. In 1900 besloot de nieuwe eigenaar August Volmer tot nieuwbouw en uitbreiding door het deel aan de Singelgracht bij te voegen. Volmers visie was dat het nieuwe etablissement een eersteklas hotel moest worden met een café en restaurants en kamers ontworpen voor groter groepen. Naast Willem Kromhout voegde Volmer zijn huisarchitect H.G. Jansen toe aan het ontwerpteam, omdat Jansen naast verantwoordelijkheid voor relatief kleine veranderingen aan het voormalige gebouw ook verstand had van de organisatie en technische vereisten van hotel en restaurant. De bouw werd in 1902 voltooid. Toen het bestuur van het hotel, waar Jansen inmiddels deel van uitmaakte, 25 jaar later besloot tot uitbreiding, stelde hij vergeefs voor deze door Kromhout te laten uitvoeren.
Jansen was ook lid van de Bond van Nederlandse Architecten en had zitting in verschillende speciale commissies. Jansen overleed op 75-jarige leeftijd en werd op 1 juni 1934 begraven op begraafplaats Rusthof bij Oud-Leusden. Hij was getrouwd (23 april 1896) met Maria Elisabeth van Hengel (2 december 1870 – 4 september 1945).

## Werk

### Bouwtekeningen
- 1886. Gevel van een herenhuis. Ruijschstraat, Amsterdam.[2]
- 1887. Gedeeltelijke verhoging van het achtergebouw van het eerste American Hotel. Ontwerp voor den bouw van twee Zalen met annexen boven bestaande Biljardzaal.[3]
- 1896 (Mei). Overdekte Opslagplaats voor Steenkolen te bouwen op een terrein van de H.IJ.S.M (Hollandse IJzeren Spoorweg Maatschappij) aan de Cruquiusweg, Amsterdam.[4]
- 1893. Woonhuis met afzonderlijk bovenhuis. Nicolaas Witsenkade 32, Amsterdam.[5]
- 1893 (ong.). Woonhuizen aan de van Baerlestraat nos 78 en 80, Amsterdam.[6]
- 1897. Ontwerp Stalgebouw met Remise enx. Maatschappij tot Exploitatie van Graansilos en Pakhuizen. Amsterdam.[7]
- 1899 (november). Plan tot verbouwing van de percelen Nos 46, 47 en 48 aan het Damrak, Amsterdam.[8]
- 1900. No. 93, Verlengde Vondelstraat, Amsterdam. Plan tot Verbouwing van Perceel.[9]
- 1900 (februari). American Hotel. Gevel Leidscheplein (gesigneerd WK en HGJ)[10]
- 1903. Ruijschstraat 2, Amsterdam. Serre uitbouw achter het perceel.[11]

### Ontwerpen
- 1886 — Restauratie Korenmetershuisje, Nieuwezijds Kolk 28, Amsterdam. Dakkapellen werden van tentdaken en naaldspitsen voorzien, houten kruiskozijen vervingen schuiframen, kruisvensters boven middendorpen van glas-in loodramen voorzien.[12]
- 1893 (ong.) —Twee woonhuizen aan de van Baerlestraat nos 78 en 80, Amsterdam. (zie ook bouwtekeningen hierboven)
- 1895 — Woonhuis, Westzijde 87, Zaandam; voormalig woonhuis van E.G. Verkade.[13]
- 1895 — Herenhuis, Nicolaas Witsenkade 32, Amsterdam.[14]
- 1899 — Damrak 46, Amsterdam. (zie ook bouwtekeningen hierboven)
- 1898-1900 — American Hotel, Leidseplein 28, Amsterdam; samen met W. Kromhout.[15]
- 1900 (ong.) — Villa, Westzijde 114, Zaandam. Gebouwd voor houthandelaar Pieter Pauw.[16]
- 1903-1905 — Bakkerij (1903) en fabrieksgebouw met watertoren (1904), Verkade, Westzijde 103, Zaandam. Samen met architect Lucas Molenaar.[13][17]
- 1905 — Villa Hoogerwerf, Wilhelminalaan 5, Baarn. Opdrachtgever was de directeur van de ANWB, D.A. Pos. De villa werd gebouwd voor de dames Hemmen Kirchner-Meursing en Meursing. De ontwerpstijl is een kruising van art nouveau en Engelse landhuisstijl.[18][19]
- 1914 — De Ruijterkade 139, Amsterdam. Voormalig VCK-gebouw (Verenigd Cargadoors Kantoor). In 1921 uitgebreid door Jan Kuijt Wzn.[20]
- 1919 — Wijziging middengedeelte beganegrond, Remise, Hendrik Jacobszstraat 9, Amsterdam; Remise gewijzigd tot 'autogarage en kleine paardenstal'.[21]
- 1924-25 — Bankgebouw. Herengracht 519 - 525, Amsterdam. Opdrachtgever N.V. Incassobank.[22]